# Provincia de Ciego de Ávila
Provincia de Ciego de Ávila är en provins i Kuba. Den ligger i den centrala delen av landet, 400 km öster om huvudstaden Havanna. Antalet invånare är 422 576. Arean är 6 947 kvadratkilometer. Provincia de Ciego de Ávila gränsar till Provincia de Sancti Spíritus och Provincia de Camagüey. 
Terrängen i Provincia de Ciego de Ávila är platt åt sydost, men åt nordväst är den kuperad.
Provincia de Ciego de Ávila delas in i:

1. Municipio de Baraguá
2. Municipio de Bolivia
3. Municipio de Chambas
4. Municipio de Ciego de Ávila
5. Municipio de Ciro Redondo
6. Municipio de Florencia
7. Municipio de Majagua
8. Municipio de Morón
9. Municipio de Primero de Enero
10. Municipio de Venezuela

Följande samhällen finns i Provincia de Ciego de Ávila:

- Ciego de Ávila
- Morón
- Ciro Redondo
- Majagua
- Chambas
- Florencia
- Primero de Enero
- Bolivia
- Venezuela
- Baraguá